# تیم فوتبال

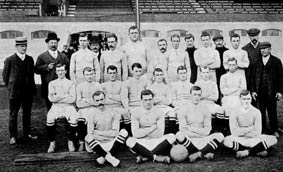
باشگاه فوتبال چلسی در سال ۱۹۰۵ به همراه کادر پشتیبانی

تیم فوتبال گروهی از بازیکنان است که برای بازی با هم در ورزش‌های تیمی مختلف به نام فوتبال انتخاب می‌شوند. چنین تیم‌هایی می‌توانند برای بازی در یک مسابقه مقابل تیم مقابل، نماینده یک باشگاه فوتبال، گروه، ایالت یا کشور، یک تیم ستاره‌دار یا حتی به عنوان یک تیم فرضی (مانند تیم رؤیایی یا تیم قرن) و هرگز یک مسابقه واقعی بازی نکنید.
تفاوت میان یک تیم فوتبال و یک باشگاه فوتبال در ادغام است، یک باشگاه فوتبال نهادی است که توسط یک کمیته تشکیل و اداره می‌شود و دارای اعضایی است که ممکن است علاوه بر بازیکنان از هواداران نیز تشکیل شوند. مزیت تشکیل باشگاه این است که به تیم‌ها امکان دسترسی به کارکنان، امکانات و تجهیزات اضافی داوطلب یا حقوق بگیر می‌دهد.

## خلاصه
انواع مختلفی از فوتبال وجود دارد، از جمله فوتبال حرفه‌ای، فوتبال گریدیرون، فوتبال استرالیایی، فوتبال گیلیک، راگبی ۱۳ نفره و راگبی ۱۵ نفره. تعداد بازیکنان انتخاب شده برای هر تیم، در این انواع و کدهای مرتبط با آنها، می‌تواند به‌طور قابل توجهی متفاوت باشد. گاهی، واژه «تیم» به کسانی محدود می‌شود که در یک مسابقه در زمین بازی می‌کنند و همیشه شامل بازیکنان دیگری نمی‌شود که ممکن است به عنوان بازیکنان جایگزین یا اضطراری در آن شرکت کنند. ممکن است از «تیم فوتبال» برای دربر گرفتن این بازیکنان پشتیبانی و ذخیره استفاده شود.
واژه‌های تیم و باشگاه گاهی توسط طرفداران به جای یکدیگر استفاده می‌شود، که معمولاً به تیمی در باشگاه اشاره می‌کند که در بالاترین بخش یا رقابت بازی می‌کند. باشگاه فوتبال نوعی باشگاه ورزشی است که بدنه‌ای سازمان یافته یا ادغام شده است. معمولاً اینها دارای یک کمیته، منشی، رئیس یا رئیس، سردفتر و اعضا خواهند بود. باشگاه‌های فوتبال معمولاً دارای مجموعه‌ای از قوانین هستند، از جمله قوانینی که تحت آن بازی می‌کنند و خود معمولاً اعضای یک لیگ یا انجمنی هستند که به یک نهاد حاکم در ورزش خود وابسته هستند. باشگاه‌ها ممکن است چندین تیم از بازیکنان ثبت نام شده خود (که ممکن است در چندین بخش یا لیگ مختلف شرکت کنند) به میدان بروند. یک باشگاه مسئول تضمین تداوم وجود تیم‌های خود در مسابقات مربوطه است. قدمت قدیمی‌ترین باشگاه‌های فوتبال به اوایل سده نوزدهم بازمی‌گردد. در حالی که رکورد برای اکثر باشگاه‌های ثبت شده وجود دارد، برای همه باشگاه‌های فوتبال وجود ندارد. باشگاه‌های مستقل معمولاً مانند مشاغل اداره می‌شوند و در ثبت‌های رسمی ظاهر می‌شوند. با این حال، بسیاری از باشگاه‌های فوتبال به عنوان بخشی از سازمان‌های بزرگ‌تر (مدارس، باشگاه‌های ورزشی، جوامع) تشکیل شده‌اند و بنابراین، سوابق عمومی تشکیل و عملکرد آنها ممکن است حفظ نشود مگر اینکه با تیم‌های دیگر رقابت کنند. باشگاه‌های فوتبال همچنین ممکن است برای دوره‌هایی غیرفعال باشند و دوباره تشکیل شوند (مثلاً به دلایلی مانند جنگ یا عدم برگزاری لیگ یا مسابقه برای شرکت در آن تعطیل می‌شوند) و حتی بین کدهای فوتبال جابجا شوند. به همین ترتیب، یک باشگاه فوتبال ممکن است در صورت ورشکستگی یا ناتوانی در به میدان گذاشتن یک تیم برای انجام مسابقات، سقوط کند.

## تنوع شماره بازیکنان در میان کدهای فوتبال

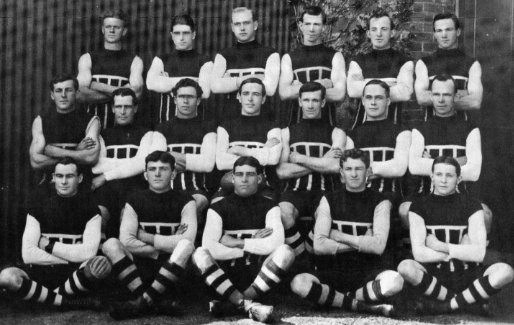
۱۸ بازیکن ارشد تیم قهرمان ۱۹۱۴ استرالیا باشگاه فوتبال پورت آدلاید

تعداد بازیکنانی که به‌طور همزمان در ورزش شرکت می‌کنند و بدین ترتیب تیم را تشکیل می‌دهند عبارتند از:
- فوتبال حرفه‌ای: ۱۱[۱]
  - فوتبال هفت نفره :۷
  - فوتبال داخل سالن: ۵–۷
  - فوتسال، فوتبال ساحلی، فوتبال پنج‌نفره: ۵
- فوتبال آمریکایی: ۱۱
  - فوتبال آرنا: ۸
- فوتبال کانادا: ۱۲
- لیگ راگبی: ۱۳
  - راگبی لیگ ۹ نفره: ۹
- راگبی ۱۵ نفره: ۱۵
  - راگبی ۷ نفره: ۷
- فوتبال گیلیک: ۱۵
- فوتبال استرالیایی: ۱۸

## فهرست‌های تیم‌های فوتبال
- فهرست باشگاه‌های فوتبال مردان
- فهرست تیم‌های ملی فوتبال مردان